# Marq van Broekhoven

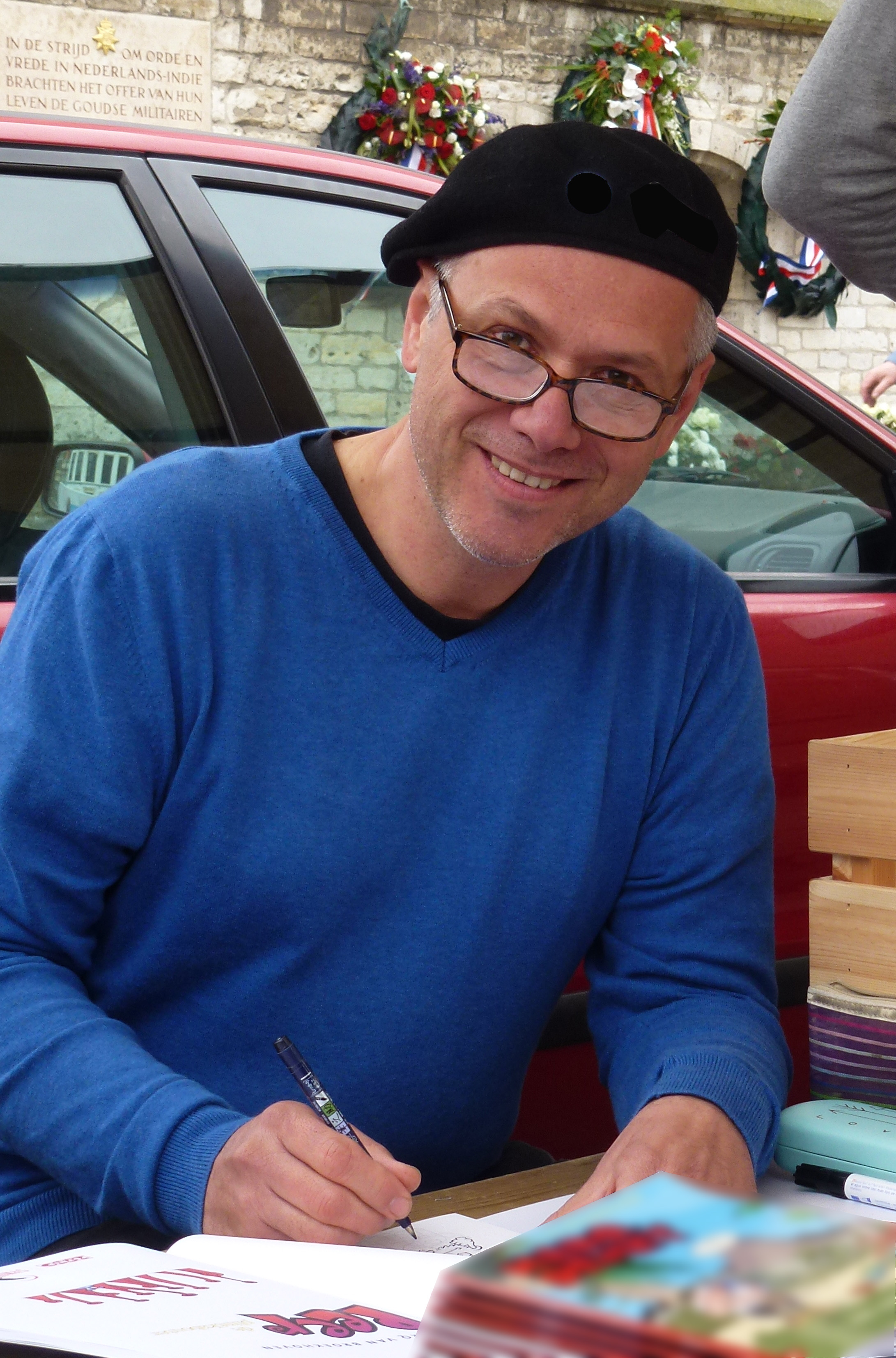
Marq van Broekhoven in 2017

Marq van Broekhoven (Eindhoven, 24 november 1960) is een Nederlandse striptekenaar en -scenarist, die vooral bekend is van de strips Jodocus de Barbaar, Peer de Plintkabouter en Marq denkt.

## Leven
Van Broekhoven werd geboren in Eindhoven en studeerde aan de PABO. In Nijmegen studeerde hij Nederlandse Taal- en Letterkunde en Film- en Opvoeringskunsten. Hij maakte zijn debuut als striptekenaar met de strip Elsje en de Olivark, scenario in samenwerking met Anton Damen, in de Nijmeegse Zondagskrant. Voor het stripinformatieblad Zozolala maakte hij De Collectioneur en voor Sjosji en later Striparazzi Peer de Plintkabouter. Deze laatste strip verscheen na het verdwijnen van Striparazzi vervolgens in Metro, de Telegraaf, Myx en Jump.
In 2007 won Van Broekhoven de Brabant Stripsympathieprijs.
Voor uitgeverij Silvester verzorgt Van Broekhoven vertalingen van de strip Prins Valiant, getekend en geschreven door de Canadees Hal Foster, de Deense strip Pol van het echtpaar Wilhelm en Carla Hansen, de Franse Pol van Per Sanderhage en Thierry Capezzone en de Franse strip Migali van Alexandre Arlène en Fabien öckto Lambert.
In 2010 liep zijn vervolgstrip Jodocus de Barbaar in het stripblad Eppo, albums verschenen bij Strip2000 en Syndikaat.
In 2018 verscheen het eerste deel van de stripreeks Raveleijn, naar de Efteling-attractie, waarvoor Van Broekhoven de scenario's schrijft. 
Vanaf 2019 schreef hij de scenario's voor de strip Harrie op zolder, getekend door René Uilenbroek en voor de strip Eppo, getekend door Pieter Hogenbirk, beide voor het striptijdschrift Eppo.
Samen met tekenares Irene Berbée maakte hij in opdracht van de gemeente Rheden het stripalbum Meander, uitgegeven door Syndikaat.
In 2023 is Van Broekhoven gestopt met al zijn stripgerelateerd werk. Hij richt zich momenteel vooral op zijn muziek.

### Peer de Plintkabouter
1. Peer de plintkabouter heeft ballen (2000) (Silvester)
2. In de ban van het ringetje (2004) (Silvester)
3. Een tevreden roker (2007) (Silvester)
4. Een toffe peer! (2012) (Strip2000)
5. De tydfout (2017) (Syndikaat)
6. Achter de plint (2023) (Reboot)

- Speciale uitgaven:

1. 1½ (2001) (Silvester)

### Marq denkt
1. (2004) (Silvester)
2. (2007) (Silvester)
3. (2012) (Strip2000)
4. Marq denkt aan een zoemend ei (en andere verhalen) (2015) (Juttemis)
5. Marq denkt dat het spookt (en andere verhalen) (2018) (Juttemis)
6. Marq denkt aan gestolen goed (en andere verhalen) (2023) (Juttemis)

### Jodocus de Barbaar
1. Een prinses ontsnapt (2011) (Strip2000)
2. De blauwe wijven (2012) (Strip2000)
3. De Schrik van de Onderzee (2013) (Strip2000)
4. De blinde ziener (2016) (Syndikaat)
5. De schat van de wormen (2019) (Syndikaat)

### Overige uitgaven
- 1999 De verzamelde collectioneur (Leidse stripshop)
- 2002 Bubbels (Incognito)
- 2013 De wereld die strip heet - verhalenbundel (Juttemis)
- 2020 Raveleijn - De magische pendel, ill. Giuseppe Ferrario (Silvester)
- 2021 Meander duikt in de geschiedenis van Rheden, Ill. Irene Berbee - (Syndikaat)